# Armandia andamana
Armandia andamana är en ringmaskart som beskrevs av Eibye-Jacobsen 2002. Armandia andamana ingår i släktet Armandia och familjen Opheliidae. Inga underarter finns listade i Catalogue of Life.